# Boka, Sečanj
Boka (izvirno srbsko Бока; madžarsko Bóka) je naselje v Srbiji, ki upravno spada pod Občino Sečanj; slednja pa je del Srednjebanatskega upravnega okraja.

## Demografija
V naselju živi 1365 polnoletnih prebivalcev, pri čemer je njihova povprečna starost 41,2 let (38,2 pri moških in 44,3 pri ženskah). Naselje ima 647 gospodinjstev, pri čemer je povprečno število članov na gospodinjstvo 2,67.
Prebivalstvo je večinoma nehomogeno, a v času zadnjih treh popisov je opazno zmanjšanje števila prebivalcev.
|  |

| Demografija | Demografija     | Demografija     |
| Leto        | Št. prebivalcev | Št. prebivalcev |
| ----------- | --------------- | --------------- |
|             |                 |                 |
|             |                 |                 |
|             |                 |                 |
|             |                 |                 |
| 1948        | 2912            |                 |
| 1953        | 2819            |                 |
| 1961        | 3260            |                 |
| 1971        | 2673            |                 |
| 1981        | 2246            |                 |
| 1991        | 1992            | 1905            |
| 2002        | 1843            | 1734            |
|             |                 |                 |

| Etnična sestava po popisu iz leta 2002 | Etnična sestava po popisu iz leta 2002 | Etnična sestava po popisu iz leta 2002 | Etnična sestava po popisu iz leta 2002 | Etnična sestava po popisu iz leta 2002 |
| -------------------------------------- | -------------------------------------- | -------------------------------------- | -------------------------------------- | -------------------------------------- |
| Srbi                                   | Srbi                                   |                                        | 994                                    | 57,32%                                 |
| Madžari                                | Madžari                                |                                        | 482                                    | 27,79%                                 |
| Hrvati                                 | Hrvati                                 |                                        | 83                                     | 4,78%                                  |
| Romi                                   | Romi                                   |                                        | 47                                     | 2,71%                                  |
| Jugoslovani                            | Jugoslovani                            |                                        | 16                                     | 0,92%                                  |
| Slovaki                                | Slovaki                                |                                        | 8                                      | 0,46%                                  |
| Makedonci                              | Makedonci                              |                                        | 7                                      | 0,40%                                  |
| Bolgari                                | Bolgari                                |                                        | 6                                      | 0,34%                                  |
| Slovenci                               | Slovenci                               |                                        | 5                                      | 0,28%                                  |
| Romuni                                 | Romuni                                 |                                        | 4                                      | 0,23%                                  |
| Črnogorci                              | Črnogorci                              |                                        | 1                                      | 0,05%                                  |
| Nemci                                  | Nemci                                  |                                        | 1                                      | 0,05%                                  |
| Muslimani                              | Muslimani                              |                                        | 1                                      | 0,05%                                  |
| Bunjevci                               | Bunjevci                               |                                        | 1                                      | 0,05%                                  |
| Neznano                                | Neznano                                |                                        | 2                                      | 0,11%                                  |